# Дашрат Манџи
Дашрат Манџи (енгл. Dashrath Manjhi, хинд. दशरथ मांझी; рођен око 1934 — Њу Делхи, 17. августа 2007) био је мушкарац из Индије познат под именом Планински мушкарац. Надимак је добио због свог невероватног подвига, наиме, овај мушкарац је 22 године копао кроз планину. На тај подвиг се одлучио након што се његова супруга озледила док је прелазила преко планине. Није желео да се то понови, те је кренуо копати кроз планину како његова супруга више не би морала прелазити преко планине. Сви су му говорили да то никада неће успети, да је он сиромах који треба да једе и ради. Планину је бушио чекићем и длијетом. Након 22 године бушења, направио је тунел дугачак 109 метара и висок 7 метара. Тек након његове смрти, људи су му се почели дивити.